# Boarmia catephes
Boarmia catephes là một loài bướm đêm trong họ Geometridae.